# Ninus singalensis
Ninus singalensis är en insektsart som beskrevs av Gustav Breddin 1907. Ninus singalensis ingår i släktet Ninus och familjen Ninidae. Inga underarter finns listade i Catalogue of Life.